# Вълново уравнение
Вълновото уравнение във физиката представлява линейно хиперболично частно диференциално уравнение, определящо малки напречни колебания на тънка мембрана или струна, както и други колебателни явления в твърди среди и анализ на процесите в електромагнетизма. 
Намира приложение и в други области на теоретичната физика, например при описанието на гравитационните вълни. Това е едно от основните уравнения в математическата физика.
През 1746 г. Д'Аламбер открива едномерното вълново уравнение, а след десет години Ойлер открива триизмерното вълново уравнение.

## Видове уравнения
В многомерния случай еднородното вълново уравнение се записва във вида:
{\displaystyle \Delta u={\frac {1}{v^{2}}}{\frac {\partial ^{2}u}{\partial t^{2}}}},
където {\displaystyle \Delta } е оператор на Лаплас, {\displaystyle u=u(x,t)} е неизвестната функция, {\displaystyle t\in \mathbb {R} } е времето, {\displaystyle x\in \mathbb {R} ^{n}} е пространствената променлива, а {\displaystyle v} е фазовата скорост.
В едномерния случай уравнението се записва във вида:
{\displaystyle {\frac {\partial ^{2}u}{\partial x^{2}}}={\frac {1}{v^{2}}}{\frac {\partial ^{2}u}{\partial t^{2}}}}.

### Оператор на Д'Аламбер
Разликата {\displaystyle \Delta -{\frac {1}{v^{2}}}{\frac {\partial ^{2}}{\partial t^{2}}}} се нарича оператор на Д'Аламбер и се обозначава като {\displaystyle \square } (въпреки че различните източници използват различни знаци). С използването на оператора на Д'Аламбер (Д'Аламбертиан) еднородното вълново уравнение се записва като:
{\displaystyle \square u=0}

### Нееднородно уравнение
Нееднородното вълново уравнение се записва във вида:
{\displaystyle {\frac {\partial ^{2}u}{\partial t^{2}}}=v^{2}\Delta u+f},
където {\displaystyle f=f(x,t)} е дадена функция на външно въздействие (сила).
Стационарният вариант на вълновото уравнение е уравнението на Лаплас (уравнение на Поасон в нееднороден случай).
Задачата за намиране на нормални колебания в система, описана от вълнови уравнения, се привежда до задача на собствените значения на уравнението на Лаплас, тоест до намирането на решение на уравнението на Хелмхолц, което се намира чрез заместване:
{\displaystyle u(x,t)=v(x)e^{i\omega t}\ } или {\displaystyle u(x,t)=v(x)\,\mathop {\rm {cos}} \,(\omega t)\ }.

## Вълнови уравнения за електромагнитното поле
Електромагнитният потенциал на електромагнитното поле e 4-мерен вектор, който зависи от пространството {\displaystyle r} и времето {\displaystyle t} и съдържа електричния (скаларен) {\displaystyle {\rm {C({\bf {r}},t)}}} и магнитния (векторен) {\displaystyle {\rm {{\bf {A}}({\bf {r}},t)}}} потенциали:
{\displaystyle {\begin{aligned}{\rm {\bf {{F}({\bf {{r},t)}}}}}&=C({\bf {{r},t)+{\bf {{A}({\bf {{r},t).}}}}}}\end{aligned}}}
Потенциалите са свързани с напрегнатостта на електрическото {\displaystyle {\bf {E}}} и магнитното {\displaystyle {\bf {H}}} полета. Магнитният потенциал е дефиниран така, че
{\displaystyle {\bf {{H}=\operatorname {rot} \mathbf {A} }}}.      (1)
Ако така определеният вектор на магнитното поле {\displaystyle {\bf {H}}} се замести във второто уравнение на Максуел, след известни математически преобразования се получава следният израз за напрегнатостта на електричното поле:
{\displaystyle {\bf {{E}=-\mu {\frac {\partial \mathbf {A} }{\partial t}}-\operatorname {grad} \mathbf {C} }}}.      (2)
Ако в първото уравнение на Максуел се замести {\displaystyle {\bf {H}}} с дясната част на уравнение (1), след някои преобразувания се получава уравнението на Даламбер за векторния потенциал:
{\displaystyle {\nabla }^{2}\times \mathbf {A} -\varepsilon \mu {\frac {\partial ^{2}\mathbf {A} }{\partial t^{2}}}+\mathbf {J_{np}} =0}.  (3)
Следователно, за определяне на векторния потенциал {\displaystyle \mathbf {A} } е необходимо да се реши диференциалното уравнение (3), ако е известен токът на проводимостта {\displaystyle \mathbf {J_{np}} }.
Ако в третото уравнение на Максуел се замести {\displaystyle {\bf {E}}} с дясната част на уравнение (2), след аналогични преобразувания се получава уравнението на Даламбер за скаларния потенциал:
{\displaystyle {\nabla }^{2}\cdot C-\varepsilon \mu {\frac {\partial ^{2}C}{\partial t^{2}}}+{\frac {\rho }{\varepsilon }}=0}.   (4)
Следователно, за определяне на скаларния потенциал {\displaystyle C} е необходимо да се реши диференциалното уравнение (4), ако е известна обемната плътност на електричните заряди {\displaystyle \rho }.
Ако векторният потенциал {\displaystyle \mathbf {A} }, скаларният потенциал {\displaystyle C} и плътността на обемните заряди {\displaystyle \rho } се изменят много бавно, може да се приеме, че почти не зависят от времето и производните им спрямо времето са нули. Тогава уравненията (3) и (4) стават Поасонови уравнения:
{\displaystyle {\nabla }^{2}\times \mathbf {A} +\mathbf {J_{np}} =0}.  (5)
{\displaystyle {\nabla }^{2}\cdot C+{\frac {\rho }{\varepsilon }}=0}.   (6)
В областта, където липсват свободни електрически заряди {\displaystyle \rho =0} и диференциалното уравнение (4) приема вида:
{\displaystyle {\nabla }^{2}\cdot C-\varepsilon \mu {\frac {\partial ^{2}C}{\partial t^{2}}}=0}.   (7)
Това диференциално уравнение е известно с името вълново уравнение за електричния потенциал.
Аналогично от равенство (3) при липса на ток на проводимост {\displaystyle \mathbf {J_{np}} =0} се получава вълновото уравнение за магнитния потенциал:
{\displaystyle {\nabla }^{2}\times \mathbf {A} -\varepsilon \mu {\frac {\partial ^{2}\mathbf {A} }{\partial t^{2}}}=0}.  (8)

## Решения на вълновите уравнения
Съществува аналитично решение на хиперболичното уравнение в частни производни. В евклидово пространство с произволна размерност то се нарича формула на Кирхоф. Частни случаи: за колебания на струна ({\displaystyle \mathbb {R} ^{1}}) – формула на Д'Аламбер, за колебания на мембрана ({\displaystyle \mathbb {R} ^{2}}) – формула на Поасон.
Решенията на Поасоновите уравнения са както на диференциалните уравнения на Поасон в електростатиката:
{\displaystyle C={\frac {1}{4\pi \varepsilon }}\int _{V}{\frac {\rho dV}{r}}}
Решението на вълновото уравнениe е функция на аргумента {\displaystyle t-{\frac {r}{v}}}:
{\displaystyle C\left(t-{\frac {r}{v}}\right)},
където {\displaystyle r={\sqrt {x^{2}+y^{2}+z^{2}}}} е разстоянието от координатното начало до точката на наблюдение с координати {\displaystyle (x,y,z)} и изразява модула на радиус-вектора между двете точки; 
{\displaystyle c={\frac {1}{\sqrt {\varepsilon _{0}\mu _{0}}}}} e скоростта на светлината във вакуум с диелектрична и магнитна проницаемости ε0 и μ0. Така скаларният потенциал в електродинамиката се получава като решение на Поасоново уравнение във вида:
{\displaystyle C={\frac {1}{4\pi \varepsilon }}\int _{V}{\frac {\rho \left(t-{\frac {r}{v}}\right)dV}{r}}.}
Аналогично е решението на Поасоновото уравнение за векторния потенциал: 
{\displaystyle \mathbf {A} ={\frac {1}{4\pi }}\int _{V}{\frac {\mathbf {J_{np}} \left(t-{\frac {r}{v}}\right)dV}{r}}}.
Следователно решенията на уравненията са същите, както в електростатиката, но със закъснене по време {\displaystyle {\frac {r}{v}}}, необходимо за разпространение на вълнàта на разстояние {\displaystyle r} със скорост {\displaystyle v}. Затова електродинамичните потенциали се наричат закъсняващи потенциали.

### Формула на Д'Аламбер
Решение на едномерно вълново уравнение (тук {\displaystyle v=a} е фазовата скорост):
{\displaystyle u_{tt}=a^{2}u_{xx}+f(x,t)\quad } (функцията {\displaystyle f(x,t)} съответства на външна сила)
с начални условия
{\displaystyle u(x,0)=\varphi (x),\quad u_{t}(x,0)=\psi (x)}
има вида
{\displaystyle u(x,t)={\frac {\varphi (x+at)+\varphi (x-at)}{2}}+{\frac {1}{2a}}\int \limits _{x-at}^{x+at}{\psi (\alpha )d\alpha }+{\frac {1}{2a}}\int \limits _{0}^{t}\int \limits _{x-a(t-\tau )}^{x+a(t-\tau )}f(s,\tau )dsd\tau }
Интересно е да се отбележи, че решението на еднородната задача
{\displaystyle u_{tt}=a^{2}u_{xx}},
имащо следния вид
{\displaystyle u(x,t)={\frac {\varphi (x+at)+\varphi (x-at)}{2}}+{\frac {1}{2a}}\int \limits _{x-at}^{x+at}{\psi (\alpha )d\alpha }}
може да бъде представено и така
{\displaystyle u(x,t)=f_{1}(x+at)+f_{2}(x-at)}
където
{\displaystyle f_{1}(x)={\frac {\varphi (x)}{2}}+{\frac {1}{2a}}\int \limits _{0}^{x}{\psi (\alpha )d\alpha }}
{\displaystyle f_{2}(x)={\frac {\varphi (x)}{2}}+{\frac {1}{2a}}\int \limits _{x}^{0}{\psi (\alpha )d\alpha }}
В такъв случай се казва, че решението е представено във вида на сбор от бягащи вълни, а функциите {\displaystyle f_{1}(x)} и {\displaystyle f_{2}(x)} са профили на вълните, бягащи, съответно, наляво и надясно. В разглеждания случа профилите на вълните се изменят с времето.
В многомерния случай решението на задачата на Коши може да бъде разложено на бягащи вълни, само че не в сбор, ами в интеграл, тъй като направленията стават безкрайно много. Това лесно се преодолява с помощта на трансформация на Фурие.

## Методи за решение в ограничена едномерна област

### Метод на отражение
Нека разгледаме едномерното еднородно вълново уравнение в отрязъка {\displaystyle [0,a]}
{\displaystyle u_{tt}=a^{2}u_{xx}}
с еднородни гранични условия от първи род (тоест при фиксирани краища)
{\displaystyle u(0,t)=0\qquad u(a,t)=0}
и начални условия
{\displaystyle u(x,0)=\varphi (x),\quad u_{t}(x,0)=\psi (x)\qquad \forall x\in [0,a]}
В дадения случай трябва безкрайно число на отражение и в резултат на това продължаването на първоначалните условия ще се определи по следния начин:
{\displaystyle \varphi (2na+x)=\varphi (x)\qquad \psi (2na+x)=\psi (x)\qquad \forall x\in [0,a]\quad \forall n\in Z}
{\displaystyle \varphi (2na-x)=-\varphi (x)\qquad \psi (2na-x)=-\psi (x)\qquad \forall x\in [0,a]\quad \forall n\in Z}
При разглеждането на нееднородно вълново уравнение:
{\displaystyle u_{tt}=a^{2}u_{xx}+f(x,t)}
се използват същите съображение и функцията {\displaystyle f(x,t)} се продължава по такъв начин.

### Метод на Фурие
Нека отново да разгледаме едномерното еднородно вълново уравнение в отрязъка {\displaystyle [0,l]}
{\displaystyle u_{tt}=a^{2}u_{xx}}
с еднородни гранични условия от първи род
{\displaystyle u(0,t)=0\qquad u(l,t)=0}
и начални условия
{\displaystyle u(x,0)=\varphi (x),\quad u_{t}(x,0)=\psi (x)\qquad \forall x\in [0,l]}
Методът на Фурие се основава на представянето на решението във вида на безкрайна линейна комбинация от прости решения на задачата от вида
{\displaystyle X(x)T(t)}, където и двете функции зависят само от една променлива.
Оттук е и другото название на метода – метод на разделянето на променливи.
Лесно е да се докаже, че за да може функцията {\displaystyle u(x,t)=X(x)T(t)} да е решение на уравнението на колебание и да удовлетворява граничните условия, е необходимо да са изпълнени условията
{\displaystyle X(0)=0\qquad X(l)=0}
{\displaystyle a^{2}X''(x)=-\lambda X(x)}
{\displaystyle T''(t)=-\lambda T(t)}
Решението на задачата на Щурм при {\displaystyle X(x)} води до резултат:
{\displaystyle X_{n}(x)=\sin \left({\frac {\pi nx}{l}}\right)\qquad n\in \mathbf {N} }
и техните собствени стойности {\displaystyle \lambda _{n}=\left({\frac {\pi na}{l}}\right)^{2}}
Съответстващите им функции {\displaystyle T} изглеждат като
{\displaystyle T_{n}(t)=\alpha _{n}\sin({\sqrt {\lambda }}_{n}t)+\beta \cos({\sqrt {\lambda }}_{n}t).}
По този начин, тяхната линейна комбинация (при условие, че редът е сходящ) е решение на смесената задача
{\displaystyle u(x,t)=\sum _{n=1}^{+\infty }X_{n}(x)T_{n}(t)=\sum _{n=1}^{+\infty }\left(\alpha _{n}\sin({\sqrt {\lambda }}_{n}t)+\beta _{n}\cos({\sqrt {\lambda }}_{n}t)\right)\sin {\frac {\pi nx}{l}}.}
Разлагайки функцията {\displaystyle \varphi (x),\psi (x)} в ред на Фурие, е възможно да се получат коефициентите {\displaystyle \alpha _{n},\beta _{n}}, при които решението ще приеме такива начални условия.